# Izland a 2018. évi téli olimpiai játékokon
Izland a dél-koreai Phjongcshangban megrendezett 2018. évi téli olimpiai játékok egyik részt vevő nemzete volt. Az országot az olimpián 2 sportágban 5 sportoló képviselte, akik érmet nem szereztek.

## Alpesisí
Férfi
| Versenyző             | Versenyszám      | 1. futam      | 1. futam      | 2. futam | 2. futam | Összesítés | Összesítés |
| Versenyző             | Versenyszám      | Idő           | Hely.         | Idő      | Hely.    | Idő        | Helyezés   |
| --------------------- | ---------------- | ------------- | ------------- | -------- | -------- | ---------- | ---------- |
| Sturla Snær Snorrason | Óriás-műlesiklás | nem ért célba | nem ért célba | kiesett  | kiesett  | kiesett    | kiesett    |
| Sturla Snær Snorrason | Műlesiklás       | nem indult    | nem indult    | kiesett  | kiesett  | kiesett    | kiesett    |

Női
| Versenyző                  | Versenyszám      | 1. futam | 1. futam | 2. futam      | 2. futam      | Összesítés | Összesítés |
| Versenyző                  | Versenyszám      | Idő      | Hely.    | Idő           | Hely.         | Idő        | Helyezés   |
| -------------------------- | ---------------- | -------- | -------- | ------------- | ------------- | ---------- | ---------- |
| Freydís Halla Einarsdóttir | Óriás-műlesiklás | 1:20,02  | 51.      | nem ért célba | nem ért célba | kiesett    | kiesett    |
| Freydís Halla Einarsdóttir | Műlesiklás       | 56,49    | 46.      | 56,66         | 42.           | 1:53,15    | 41.        |

## Sífutás
Távolsági
Férfi
| Versenyző        | Versenyszám | Klasszikus | Klasszikus | Szabad  | Szabad | Összesen      | Összesen      |
| Versenyző        | Versenyszám | Idő        | Hely.      | Idő     | Hely.  | Idő           | Helyezés      |
| ---------------- | ----------- | ---------- | ---------- | ------- | ------ | ------------- | ------------- |
| Snorri Einarsson | 15 km       |            |            |         |        | 37:05,6       | 53.           |
| Snorri Einarsson | 30 km       | 44:02,3    | 55.        | 38:54,8 | 53.    | 1:23:33,9     | 53.           |
| Snorri Einarsson | 50 km       |            |            |         |        | nem ért célba | nem ért célba |

Női
| Versenyző              | Versenyszám | Idő     | Helyezés |
| ---------------------- | ----------- | ------- | -------- |
| Elsa Guðrún Jónsdóttir | 10 km       | 31:12,8 | 78.      |

Sprint
| Versenyző              | Versenyszám         | Selejtező | Selejtező | Negyeddöntő | Negyeddöntő | Elődöntő | Elődöntő | Döntő   | Helyezés |
| Versenyző              | Versenyszám         | Idő       | Hely.     | Idő         | Hely.       | Idő      | Hely.    | Idő     | Helyezés |
| ---------------------- | ------------------- | --------- | --------- | ----------- | ----------- | -------- | -------- | ------- | -------- |
| Isak Stianson Pedersen | Férfi egyéni sprint | 3:24,57   | 52.       | kiesett     | kiesett     | kiesett  | kiesett  | kiesett | 52.      |